# Клејвил (Њујорк)
Клејвил (енгл. Clayville) град је у америчкој савезној држави Њујорк.

## Демографија
По попису из 2010. године број становника је 350, што је 95 (-21,3%) становника мање него 2000. године.
| Група             | 2000.       | 2010.       |
| Белци             | 437 (98,2%) | 338 (96,6%) |
| Афроамериканци    | 2 (0,4%)    | 6 (1,7%)    |
| Азијати           | 0 (0,0%)    | 1 (0,3%)    |
| Хиспаноамериканци | 1 (0,2%)    | 2 (0,6%)    |
| Укупно            | 445         | 350         |